# 申盖辛
申盖辛（德語：Schöngeising，發音：[ʃøːnˈɡaɪzɪŋ] ⓘ）是德国巴伐利亚州上巴伐利亚行政区菲斯滕费尔德布鲁克县的市镇，面积12.86平方千米，2023年12月31日人口为1,937人。